# میخال تابارا
 میخال تابارا (انگلیسی: Michal Tabara؛ زاده ۱۶ اکتبر ۱۹۷۹) یک تنیس‌باز اهل جمهوری چک است. 